# Qalqilya (gouvernement)
Het gouvernement Qalqilya (Arabisch: محافظة قلقيلية, Qalqīlyah) is een van de zestien administratieve gouvernementen waarin de Palestijnse gebieden zijn opgedeeld. Het is gelegen in het noordwesten van de Westbank. De hoofdstad van het gouvernement is Qalqilya, die grenst aan de Groene Lijn.

## Gemeenschappen

### Gemeenten
- Qalqilya (41.739 inw.)
- Azzun (7821 inw.)
- Habla (6016 inw.)
- Kafr Thulth (3921 inw.)

### Steden & dorpen
- Azzun 'Atma (1771 inw.)
- Baqat al Hatab (1644 inw.)
- Beit Amin (1010 inw.)
- Hajjah (2148 inw.)
- Immatin (2388 inw.)
- Jayyus (2894 inw.)
- Jinsafut (2119 inw.)
- Jit (2197 inw.)
- Kafr Qaddum (2908 inw.)
- an-Nabi Elyas (1171 inw.)
- Ras Atiya (1522 inw.)
- Sanniriya (2780 inw.)

Westelijke Jordaanoever:
Bethlehem · Hebron · Jenin · Jeruzalem · Jericho · Nablus · Tubas · Tulkarm · Qalqilya · Ramallah & Al-Bireh · Salfit

Gazastrook:
Deir el-Balah · Gaza · Khan Yunis · Noord-Gaza · Rafah